# تورشم (كامبريدجشير)
تورشم (بالإنجليزية: Teversham)‏ هي قرية و أبرشية مدنية تقع في المملكة المتحدة في إنجلترا. يقدر عدد سكانها بـ 2,665 نسمة .